# 吳一介
吳一介（1524年—1576年），字元石，號菲庵，直隸安慶府桐城縣人，民籍，明朝政治人物。

## 生平
嘉靖二十八年（1549年）己酉科應天鄉試第一百四名舉人，三十五年（1556年）中式丙辰科會試第十二名，二甲第二十四名進士。兵部觀政，授河南光州知州，四十年（1561年）調鈞州知州，升工部屯田司員外郎，四十五年（1566年）升郎中，隆慶元年（1567年）出為杭州府知府，四年（1570年）四月升江西按察司副使、兵備湖西，調廣東按察司副使，廣東峒賊卞豹等攻破電白縣，知縣棄城而走，吳一介選將遣卒，擒卞豹，降數萬，萬曆元年（1573年）正月升廣西布政使司左參政，五月敘平嶺東功，獲刑部右侍郎畢鏘疏薦，升廣西按察使，四年（1576年）五月升河南右布政使，九月以疾辭官歸里，在桐城縣城建“疊翠樓”，同年卒於家。

## 家族
曾祖吳佐；祖父吳希瑞；父吳堂，贈工部郎中加贈按察司副使。母江氏（贈恭人）；繼母徐氏。兄吳一卞，弟吳一中。子吳應宿、吳應宸、吳應賓。